# Phuture Noize
Phuture Noize, de son vrai nom Marco Spronk (né le 11 septembre 1994, à Giessen), est un disc jockey et producteur néerlandais de hardstyle.

## Biographie
Phuture Noize commence comme duo musical en 2009, composé d'Antoine Kraaij en plus de Spronk. Kraaij décide d'arrêter en 2015, après quoi Spronk continue en tant que groupe solo. En 2018, Phuture Noize prend en charge l'hymne de Qapital. Le thème de cette année-là est Anthem of Freedom. En septembre 2019, Spronk fait une pause. Il décide de se produire moins et de passer plus de temps en studio. Le 22 juillet 2020, il sort l'album Silver Bullet, première œuvre publiée avec son propre label Black Mirror Society.
Spronk joue dans plusieurs festivals de dance et de hardstyle, notamment Decibel Outdoor, Defqon.1 et Qlimax. En 2023, il assure la première partie de Defqon.1.

## Discographie
- 2013 : Music Rules the Noize
- 2015 : Phuture Propaganda
- 2017 : Pursuit of Thunder
- 2018 : Black Mirror Society
- 2020 : Silver Bullet
- 2021 : Electronic Heartbreak
- 2023 : From Star to Stardust
- 2024 : The Enlightenment (avec B-Front)
- 2025 : Open Heart Surgery